# Pacahuara (langue)
Pour le peuple, voir Pacahuara.
Le pacahuara (ou pacaguara) est une langue panoane parlée en Bolivie, dans le département de Beni, par les Pacahuara.
La langue est quasiment éteinte.